# ロサンゼルス郡 (カリフォルニア州)

カリフォルニア州内の位置

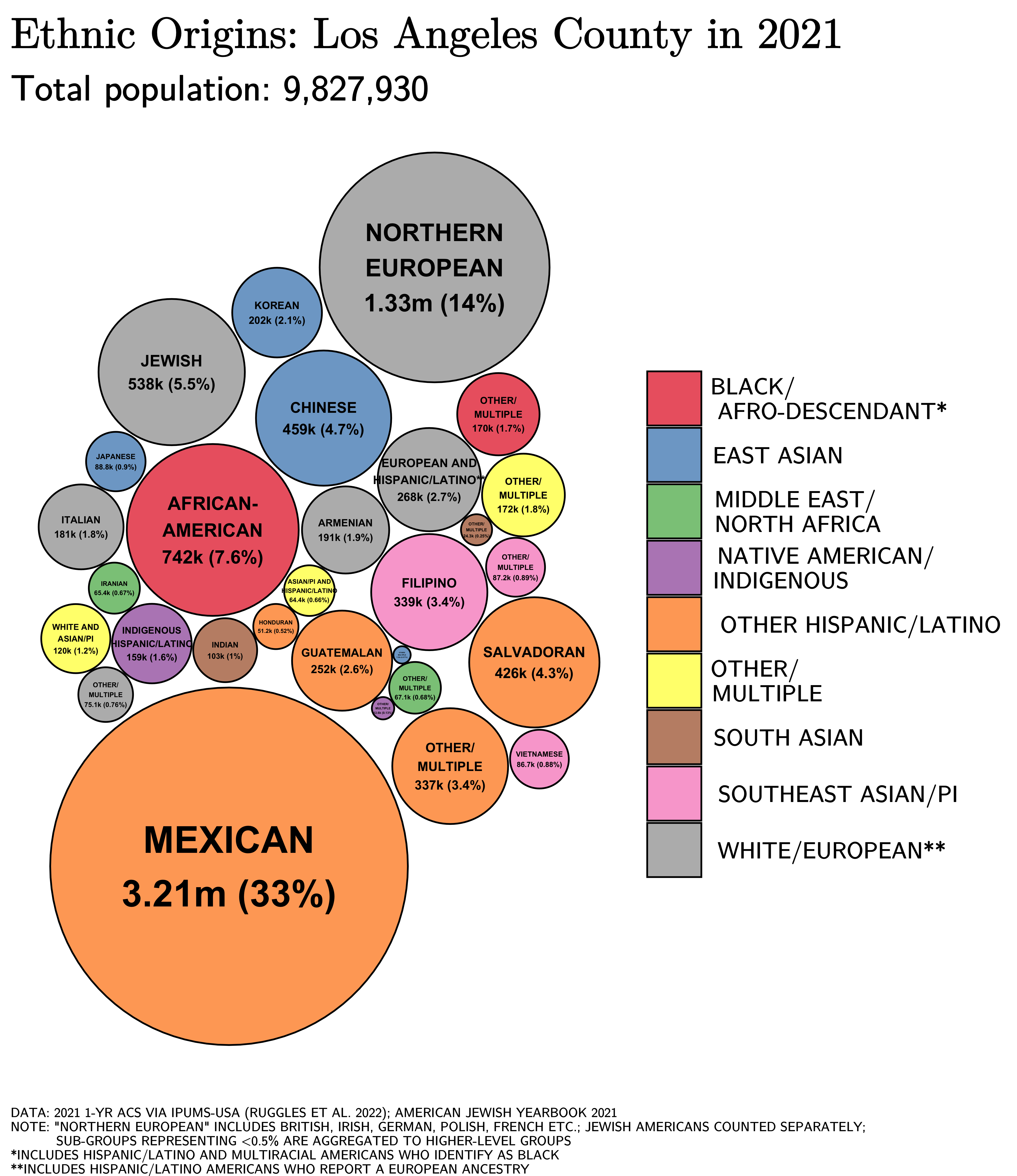
民族構成（2021年）

ロサンゼルス郡（Los Angeles County）は、アメリカ合衆国カリフォルニア州南部にある郡。北部をカーン郡、西部をベンチュラ郡、東部をサンバーナーディーノ郡、南東部をオレンジ郡と接する。人口は10,014,009人（2020年国勢調査）で、アメリカの郡の中で最多の人口を誇る。州と比較しても、ロサンゼルス郡より人口が多いのはカリフォルニア州自体を含めてわずか10州であり、11位のニュージャージー州（9,288,994人）よりも多い。

## 都市
ロサンゼルス郡には88の市と、市制施行されていない多数の町村がある。主な市は人口（2020年国勢調査）の多い順に下記の通り。
1. ロサンゼルス：3,898,747 （郡庁所在地）
2. ロングビーチ：492,642
3. サンタクラリタ：228,673
4. グレンデール：196,543
5. ランカスター：173,516
6. パームデール：169,450
7. ポモナ：151,713
8. トーランス：147,067
9. パサデナ：137,122
10. ダウニー：114,355
11. ウェストコビーナ：109,501
12. エルモンテ：109,450
13. イングルウッド：107,762
14. バーバンク：107,337
15. ノーウォーク：102,773
16. コンプトン：95,740
17. カーソン：95,558
18. サンタモニカ：93,076
19. サウスゲイト：92,726
20. ホーソーン：88,083
21. ウィッティア：87,306
22. アルハンブラ：82,868
23. レイクウッド：82,496
24. ベルフラワー：79,190
25. ボールドウィンパーク：72,176
26. レドンドビーチ：71,576
27. リンウッド：67,265
28. モンテベロ：62,640
29. ピコリベラ：62,088
30. モントレーパーク：61,096
31. ガーデナ：61,027
32. アルカディア：56,681
33. ダイアモンドバー：55,072
34. ハンティントンパーク：54,883
35. パラマウント：53,733
36. グレンドーラ：52,558
37. コビーナ：51,268
38. ローズミード：51,185
39. アズサ：50,000
40. セリトス：49,578
41. ラミラダ：48,008
42. ランチョパロスベルデス：42,287
43. カルバーシティ：40,779
44. サンガブリエル：39,568
45. ベルガーデンズ：39,508
46. ラプエンテ：38,062
47. モンロビア：37,931
48. クレアモント：37,266
49. テンプルシティ：36,494
50. ウェスト・ハリウッド：35,757

### 高級住宅街
- ビバリーヒルズ：32,701
- マリブ：10,654